# Wizerunk własny
Wizerunk własny żywota człowieka poczciwego, w którym jako we źwierciedle snadnie każdy swe sprawy oględać może, zebrany i z filozofów i z różnych obyczajów świata tego – utwór Mikołaja Reja, wydany w 1558 w Krakowie.
Wizerunk jest wierszowanym utworem parenetycznym – przedstawia wzory życiowe do naśladowania. Tekst oparty jest na dziele Zodiacus vitae (1531) autorstwa Palingeniusa, renesansowego platonika. Innymi, pośrednimi inspiracjami są utwory Marcina Bielskiego (Żywoty filozofów, Komedyja Justyna i Konstancyjej) i Waleriusza Maksymusa (Factorum ac dictorum memorabilium) .
Opierając się na tekście Palingeniusa, Rej dość swobodnie dodawał i usuwał fragmenty. W oryginale tekst podzielony był na dwanaście rozdziałów, nazwanych według znaków zodiaku. Rej zrezygnował z tego podziału i w  miejsce poety rozważającego różne drogi życiowe wprowadził młodzieńca, który rozpoczyna nauki w szkole Hipokratesa, a następnie rusza do innych mędrców (jak Diogenes, Epikur, Anaksagoras, Sokrates, Teofrast, Solinus, Platon, Zoroaster, Ksenokrates, Solon i Arystoteles). Rej nie znał filozofii i poglądy prezentowane przez te postacie nie odzwierciedlają poglądów postaci historycznych. Rej podziela tutaj popularny w renesansie pogląd o "mądrości starożytnych" (prisca sapientia) - ciągłej i jednolitej tradycji mądrościowej, idącej od Mojżesza i Zoroastra aż do filozofów klasycznego antyku . 
Rej osłabił również, obecną u Palingeniusa, platońską niechęć do świata materialnego, przekształcając ją w krytykę życia światowego oraz pogoni za dobrami doczesnymi i dodaje do tego pochwałę ziemiańskiego życia na wsi jako preferowany model życia.